# ノー・ウェイヴ
ノー・ウェイヴ（no wave） は、1970年代末にニューヨークで起こったアンダーグラウンドな音楽ムーブメントを指す音楽用語である。また、広義に解釈すれば1970年代末から1980年代前半にかけてニューヨークで起きたパフォーマンス・アート、コンテンポラリー・アート、ミュージック・アートや映画、ビデオなどのメディア・アートが含まれることもある。

## 概要
ニュー・ウェイヴが世界の音楽シーンにおいて大きな影響力を持つようになった結果、ジャンルの売り上げが増えていき、それに対抗するようにフリー・ジャズ、実験音楽、前衛音楽、ノイズを演奏するバンドが出現し始めた。
そうした中で、ジェームス・チャンス、DNA、ティーンエイジ・ジーザス・アンド・ザ・ジャークスらが収録された1978年のコンピレーション・アルバム『ノー・ニューヨーク』（Antilles Records）が、このシーンを知らしめる典型的な音楽として広く認知されるきっかけとなった。

## ジャンル名の語源
ジャンル名の語源は、1970年代末にヒットを出すバンドも増えはじめたニュー・ウェイヴ（New Wave）の文字を風刺して、ノー・ウェイヴ（No Wave）という言葉が作られたという説、ブライアン・イーノがプロデュースしたアルバム『ノー・ニューヨーク』の音楽を、リディア・ランチが「ノー・ウェイヴ」と称したという説などがある。また当時、ノー・ウェイヴの中心となっていたZEレコードの創立者、マイケル・エステバンは、自分が言い出したのではなくジャーナリストが言い出したと答えている。

## 主なアーティスト
- ジェームス・チャンス・アンド・ザ・コントーションズ [注釈 1](James Chance and the Contortions)
- DNA
- ティーンエイジ・ジーザス・アンド・ザ・ジャークス
- セオレティカル・ガールズ (Theoretical Girls)
- ソニック・ユース
- リジー・メルシエ・デクルー
- サーストン・ムーア - ノイズ・フェスティバルを運営したソニック・ユースのギタリスト
- リキッド・リキッド
- イクエ・モリ
- グレン・ブランカ - セオレティカル・ガールズのメンバー
- クリスティーナ
- リチャード・エドソン
- アート・リンゼイ - ノー・ウェイヴの中でも代表的なバンドDNAのリーダーでギタリスト
- リディア・ランチ
- ラウンジ・リザーズ
- Love Child
- マーズ
- モファンゴ (Mofungo)
- No More
- The Scissor Girls
- Stick Against Stone
- The Stick Men ※パンク・バンド
- スワンズ
- エイト・アイド・スパイ (8 Eyed Spy)
- Band Aid ※イタリアのバンド
- Bush Tetras
- Circle X
- Cool It Reba
- The Del-Byzanteens
- Disband
- Gray
- The Gynecologists
- アイク・ヤード (Ike Yard)